# Connie Price-Smith
Connie Price-Smith (née le 3 juin 1962 à Saint Charles) est une athlète américaine, spécialiste du lancer du poids et du lancer du disque.

## Biographie
Connie Price-Smith s'illustre à l'occasion des Jeux panaméricains en remportant à deux reprises la médaille d'or du lancer du poids, en 1995 et 1999. En 1995, elle décroche la médaille d'argent des championnats du monde en salle, à Barcelone en Espagne, derrière l'Allemande Kathrin Neimke.
Connie Price-Smith participe à quatre Jeux olympiques consécutifs de 1988 à 2000, et obtient son meilleur résultat en 1996 à Atlanta en se classant cinquième de la finale.
Elle remporte onze titres de championne des États-Unis du lancer du poids, et 6 titres au lancer du disque. Elle décroche également sept titres nationaux du lancer du poids en salle.
Elle est élue au Temple de la renommée de l'athlétisme des États-Unis en 2016.

### Palmarès
| Date | Compétition                    | Lieu          | Résultat | Épreuve          |
| ---- | ------------------------------ | ------------- | -------- | ---------------- |
| 1987 | Jeux panaméricains             | Indianapolis  | 3e       | Lancer du disque |
| 1989 | Championnats du monde en salle | Budapest      | 10e      | Lancer du poids  |
| 1989 | Coupe du monde des nations     | Barcelone     | 7e       | Lancer du disque |
| 1991 | Championnats du monde en salle | Séville       | 7e       | Lancer du poids  |
| 1991 | Championnats du monde          | Tokyo         | 11e      | Lancer du poids  |
| 1991 | Jeux panaméricains             | La Havane     | 2e       | Lancer du poids  |
| 1992 | Coupe du monde des nations     | La Havane     | 4e       | Lancer du poids  |
| 1992 | Coupe du monde des nations     | La Havane     | 7e       | Lancer du disque |
| 1993 | Championnats du monde en salle | Toronto       | 9e       | Lancer du poids  |
| 1994 | Coupe du monde des nations     | Londres       | 8e       | Lancer du disque |
| 1995 | Championnats du monde en salle | Barcelone     | 2e       | Lancer du poids  |
| 1995 | Championnats du monde          | Göteborg      | 9e       | Lancer du poids  |
| 1995 | Jeux panaméricains             | Mar del Plata | 1re      | Lancer du poids  |
| 1996 | Jeux olympiques                | Atlanta       | 5e       | Lancer du poids  |
| 1997 | Championnats du monde en salle | Paris         | 6e       | Lancer du poids  |
| 1997 | Championnats du monde          | Athènes       | 5e       | Lancer du poids  |
| 1998 | Coupe du monde des nations     | Johannesburg  | 3e       | Lancer du poids  |
| 1998 | Goodwill Games                 | Uniondale     | 2e       | Lancer du poids  |
| 1999 | Championnats du monde en salle | Maebashi      | 4e       | Lancer du poids  |
| 1999 | Championnats du monde          | Séville       | 11e      | Lancer du poids  |
| 1999 | Jeux panaméricains             | Winnipeg      | 1re      | Lancer du poids  |
| 2001 | Championnats du monde en salle | Lisbonne      | 10e      | Lancer du poids  |

### Records
| Épreuve          | Performance | Lieu      | Date         |
| ---------------- | ----------- | --------- | ------------ |
| Lancer du poids  | 19,60 m     | Knoxville | 18 juin 1994 |
| Lancer du disque | 64,82 m     | San José  | 25 juin 1987 |